# Paecilaema distinctum
Paecilaema distinctum is een hooiwagen uit de familie Cosmetidae.